# Xã Green Prairie, Quận Morrison, Minnesota
Xã Green Prairie (tiếng Anh: Green Prairie Township) là một xã thuộc quận Morrison, tiểu bang Minnesota, Hoa Kỳ. Năm 2010, dân số của xã này là 748 người.